# Морозовка (приток Туры)
Морозовка — река в Свердловской области России. Устье реки находится в 744 км по правому берегу реки Тура (старица). Длина реки составляет 19 км.

## Данные водного реестра
По данным государственного водного реестра России относится к Иртышскому бассейновому округу, водохозяйственный участок реки — Тура от истока до впадения реки Тагил, речной подбассейн реки — Тобол. Речной бассейн реки — Иртыш.
Код объекта в государственном водном реестре — 14010501212111200004978.